# 阿道夫·克尼格
阿道夫·弗朗茨·弗雷德里克·路德維希·克尼格男爵（德語：Freiherr Adolph Franz Friedrich Ludwig Knigge；1752年10月16日—1796年5月6日）是18世紀的一位德國作家、共濟會和光照派主要成員。

## 生平

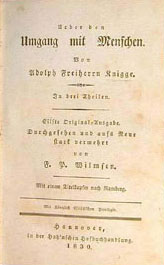
《Über den Umgang mit Menschen》

克尼格出生於不伦瑞克-吕讷堡选侯国的布雷登貝克（Bredenbeck ，今文尼希森）的一個下層貴族家庭，11歲喪母，三年後喪父，並給他留下了一大筆債務。債主拿走了他家的大多數財產，只給他留下了500泰勒。
1769年至1772年間他在哥廷根學習法律，在那裡加入了漢諾威陸軍。1772年在卡塞尔加入共濟會，1777年他在魏瑪的宮廷裡擔任管家。1780年加入亞當·魏薩普的光照派，他為光照派寫作的文章使得該組織名噪一時。但1783年他和魏薩普發生矛盾，最終克尼格退出光照派。因為參加光照派、支持人權運動和個人身體健康問題，他失去了貴族的支持，導致個人的經濟危機。1790年他在不来梅找到一份工作，1796年在不来梅去世。

## 外部連結
- Biography of Knigge and links to several of Knigge's works online at Project Gutenberg-DE （页面存档备份，存于）
- Full text of the first American edition (in English) by Peter Will (1805) of: "Über den Umgang mit Menschen" entitled: "Practical philosophy of social life or, The art of conversing with men （页面存档备份，存于）", downloadable (open access) from Google books.
- Full text of Knigge's "Über den Umgang mit Menschen" （页面存档备份，存于） (in German language) from Project Gutenberg-DE
- Some of Knigge's major works, original German texts based on late 18th century editions